# 薩摩バンド
薩摩バンド（サツマバンド）とは、明治初期に存在した薩摩藩軍楽隊の通称。この軍楽隊は、日本初の近代的軍楽隊とされ、また日本最初の吹奏楽団とされることもある。

## 歴史

### 前史
幕末期には鼓笛隊があったが、吹奏楽隊はなかった。
薩摩藩と吹奏楽の遭遇は、1863年の薩英戦争とされる。イギリス軍は戦死者13名を錦江湾で水葬する際に葬送曲を演奏した。
1866年、薩摩藩はパークス駐日英国公使夫妻と英国陸海軍300人を招聘して磯海岸で相互の軍事訓練を披露。英国陸軍の演奏した軍楽を聴いた薩摩の人々は感心したという（『忠義公史料』第4巻）。また、英国艦に招待された島津久光・忠義親子の前で、英国の「国王の楽」（国歌）が演奏された。
1869年（明治2年）、大山巌が上京した際に、イギリス領事館を吹奏楽の指導を依頼した。

### 結成

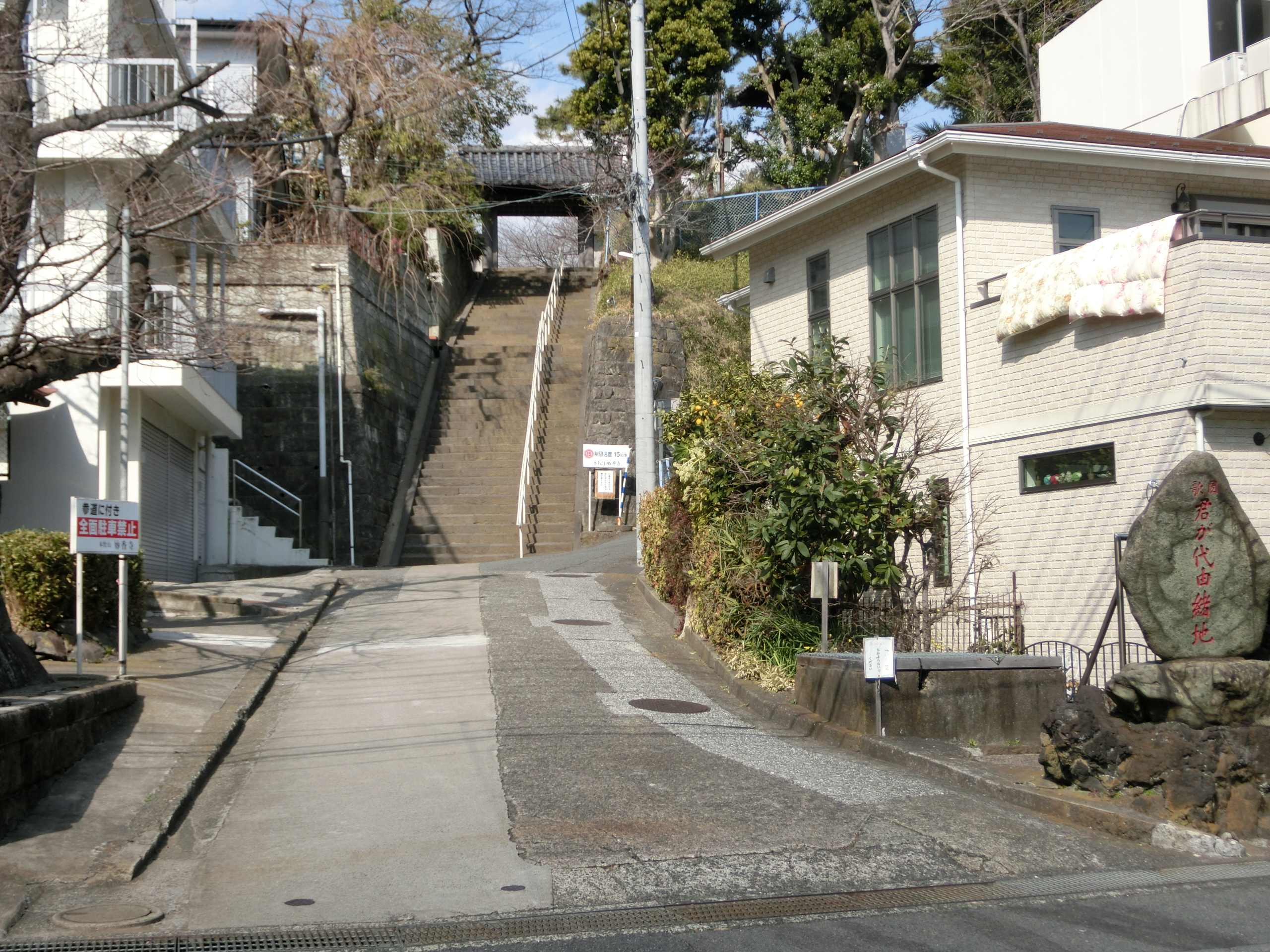
妙香寺

1869年（明治2年）、薩摩藩は30人余りの藩士の若者（鼓笛隊出身者が中心であった）を「軍楽伝習生」として横浜に派遣。本牧山妙香寺（横浜市中区）で、イギリス陸軍第十連隊第一隊長のジョン・ウィリアム・フェントンの指導を受けた。『陸軍軍楽隊史』によると、フェントンの給料（当初90ドル、指導が始まったのち200ドル）は島津久光の手許金から支払われた。指揮者は鎌田新平や西謙蔵が務めた。
当初、楽器は竹や鋳物で間に合わせる状況で、楽譜も読めず惨憺たる有様であったという。島津忠義が資金を出して、ロンドンのベッソン楽器店に新品の楽器を注文した（1組1500ドルであったという）。新しい楽器が届くと、演奏の腕もみるみる上達したという。
主に公務で外国との式典の開会や閉会の際に音楽を奏でたと言われている。

### 「君が代」
君が代を最初に演奏したのがこのバンドである。
1870年（明治3年）、フェントンは、日本には国歌がないので歌詞さえあれば作曲をすると提案。大山巌らは相談のすえ、薩摩琵琶曲の「蓬莱山」の一節から「君が代」の歌詞を選び、フェントンに渡した。フェントンはその歌詞に曲をつけ、向島での調練の際に明治天皇の前で披露した。これが日本最初の「君が代」であるが、フェントン作曲のものは西洋調で、現在のもの（1880年（明治13年）に改められたもの）とは異なる。

### その後
1871年（明治4年）、政府は兵部省を陸軍省と海軍省に分けた。1871年に海軍軍楽隊（中村祐庸隊長）、1872年には陸軍軍楽隊（西謙蔵隊長）が組織された。両者とも薩摩バンドの出身であり、初期の軍楽隊はほとんどが薩摩人によって構成されていた。陸海軍楽隊は西南戦争に出動したが、軍楽隊員の中には隊から抜け出し、薩軍に参加して戦死した者もいた。

## 記念碑

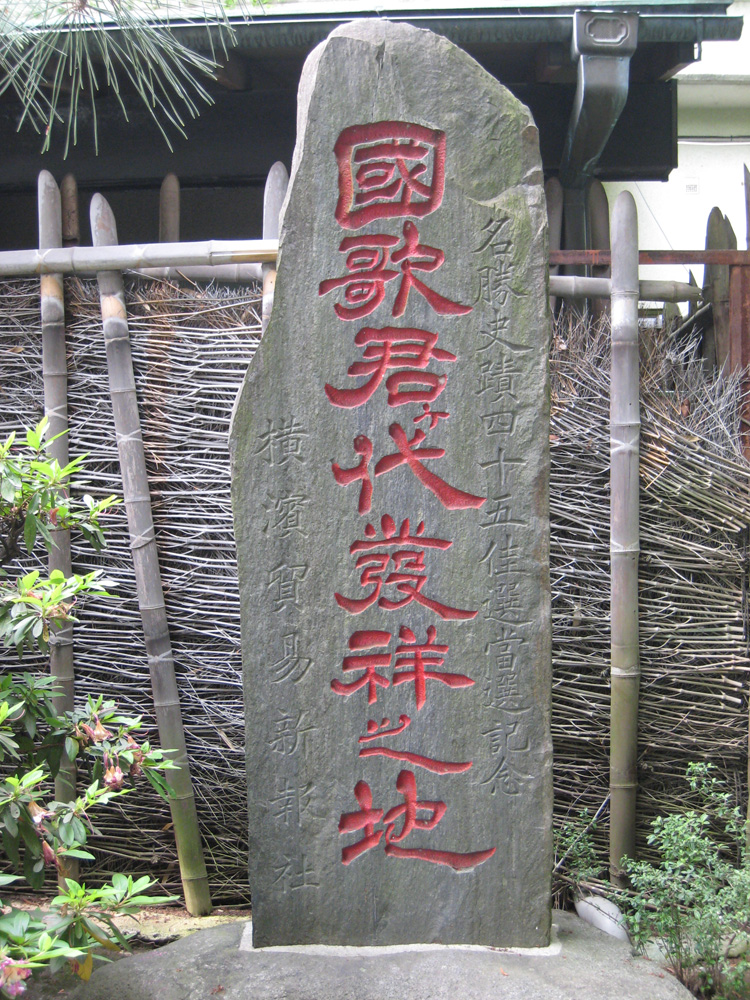
妙香寺にある「国歌君が代発祥地」の碑。

横浜の妙香寺には、日本吹奏楽指導者協会によって建てられた「日本吹奏楽発祥の地」（島津忠秀筆）の碑がある。またその隣には「国歌君が代発祥地」の碑（横浜貿易新報社が1935年に読者投票により選定した「県下名勝史蹟四十五佳選」で妙香寺が当選して造立したもの）がある。
東京都杉並区の大円寺（薩摩藩の菩提寺であった）には、伝習中に病死した森山孫十郎の墓があり、その墓前に建てられた献灯（1870年（明治3年）建立）には、伝習生30名の名とともに洋楽伝習の経緯が記されている。

## 「日本の吹奏楽の発祥」
薩摩バンドの縁などから、鹿児島は「日本の吹奏楽発祥の地」、「吹奏楽さきがけの地」とされることがある。薩摩バンドに関連して、横浜妙香寺に「日本吹奏楽発祥の地」碑が建てられている（上述）。
日本国内での吹奏楽演奏については、薩英戦争以前にペリー艦隊随行の軍楽隊が演奏を行った例がある。幕末期には西洋式軍制とともに西洋式の鼓笛隊編成が伝わり、長崎海軍伝習所などで学ばれた。